# Assembly (альбом)
«Assembly» — п'ятий студійний альбом норвезького метал-гурту Theatre of Tragedy. Реліз відбувся 4 березня 2002 року.

## Список композицій
| #     | Назва                                                              | Тривалість |
| ----- | ------------------------------------------------------------------ | ---------- |
| 1.    | «Automatic Lover»                                                  | 04:26      |
| 2.    | «Universal Race»                                                   | 03:30      |
| 3.    | «Episode»                                                          | 03:34      |
| 4.    | «Play»                                                             | 03:25      |
| 5.    | «Superdrive»                                                       | 03:48      |
| 6.    | «Let You Down»                                                     | 02:56      |
| 7.    | «Starlit»                                                          | 04:08      |
| 8.    | «Envision»                                                         | 03:59      |
| 9.    | «Flickerlight»                                                     | 03:46      |
| 10.   | «Liquid Man»                                                       | 04:16      |
| 11.   | «Motion»                                                           | 04:41      |
| 12.   | «You Keep Me Hanging On» (кавер пісні The Supremes, бонусний трек) | 03:59      |
| 46:28 |                                                                    |            |

## Учасники запису
- Раймонд Іштван Рохоній — чоловічий вокал
- Лів Крістін — жіночий вокал
- Френк Клауссен — гітари
- Вегард Торсен — гітари
- Лоренц Аспен — клавіші
- Хайн Фрод Хансен — ударні

## Чарти
| Чарт (2002)         | Місце |
| ------------------- | ----- |
| German Albums Chart | 75    |